# فيم دوسينبيرغ
فيم دوسينبيرغ (بالهولندية: Wim Duisenberg)‏ أو وليام فريديريك دوسينبيرغ (ولد 9 يوليو 1935 هيرينفين بهولندا - 31 يوليو 2005 فرنسا) سياسي ومصرفي هولندي وأول من ترأس البنك المركزي الأوروبي. في منصبه هذا عمل كثيرا على تطبيق اليورو.

## سيرة ذاتية
نال شهادة الدكتوراه في الاقتصاد من جامعة Groningue.
- من 1966 إلى 1969 عمل كاقتصادي في صندوق النقد الدولي (FMI) بواشنطن.
- من 1970 إلى 1973 درس الاقتصاد الإجمالي في جامعة أمستردام.
- من 1973 إلى 1977, شغل منصب وزير المالية في هولندا.
- ابتداء من 1982, ترأس البنك المركزي لهولندا واشتهر بترقية سياسة نقدية وفلورين قوي.
- في يوليو 1997 ترأس معهد النقد الأوروبي والذي شكل أصل للبنك المركزي الأوروبي.
- من 1 يونيو 1998 إلى 1 نوفمبر 2003 حاكم البنك المركزي الأوروبي.

## روابط خارجية
- فيم دوسينبيرغ على موقع مونزينجر (الألمانية)
- فيم دوسينبيرغ على موقع إن إن دي بي (الإنجليزية)